# Donald Shiley
Donald Pearce Shiley (19 de enero de 1920 - 31 de julio de 2010) fue uno de los inventores de la válvula Bjork-Shiley, una prótesis que hace la función de una válvula cardíaca. En 1951 fue alumno de la Universidad de Portland donde estudió ingeniería.

## Vida
Donald Shiley nació en Yakima, Washington. Shiley comenzó trabajando en el Laboratorio Edwards, localizado en el Condado de Orange, al sur de Los Ángeles; este laboratorio fue el primero en fabricar válvulas cardíacas artificiales.
Tiempo más tarde Shiley creó su propia compañía, Laboratorios Shiley, en la misma área donde se ubicaban los Laboratorios Edward. La primera válvula que desarrolló, junto con un cirujano de corazón estadounidense de nombre Kay, fue la primera válvula cardíaca de disco. Comparado con la válvula Edwards, la cual tenía la forma de una pequeña pelota, la válvula cardiaca de disco ocupaba mucho menos espacio en el corazón al momento de ser implantada.
Años más tarde Shiley mejoró el diseño de su válvula, junto con un cirujano de corazón Sueco de nombre Viking Björk, la cual llevó a la primera válvula cardíaca de discos inclinada, dando como resultado un mejor flujo de la sangre al momento de pasar entre la válvula.
Los laboratorios Shiley desarrolló y fabricó otros productos, especialmente tráqueas vertebradas y tubos endotraqueales, que sirven para la respiración después de una cirugía efectuada en la boca o garganta y durante la anestesia.
La válvula Björk–Shiley provocó muchas mejoras en los siguientes años, principalmente en el grado de apertura del disco; reduciendo la turbulencia en el torrente sanguíneo.
Algunos años más tarde, Shiley decidió vender su compañía a Pfizer y retirarse.
Shiley contrajo matrimonio dos veces: con Pat y con Darlene.

## Muerte
Donald Shiley murió el 31 de julio de 2010, después de que su salud se viera muy deteriorada. Le sobreviven su esposa, Darlene, y sus cuatro hijos, al igual que sus cinco nietos.

## Legado
En marzo de 2007, Shiley y Darlene donaron $12 millones de dólares a la Universidad de Portland para que se renovara la Escuela de Ingeniería de dicha Universidad. Esta donación fue la cifra más alta recibida en la historia de la Universidad. En el 2012, Darlene Shiley donó $1 millón de dólares a un sistema público de radiodifusión con el objetivo de apoyar un programa llamado "MASTERPIECE"